# Earthrise

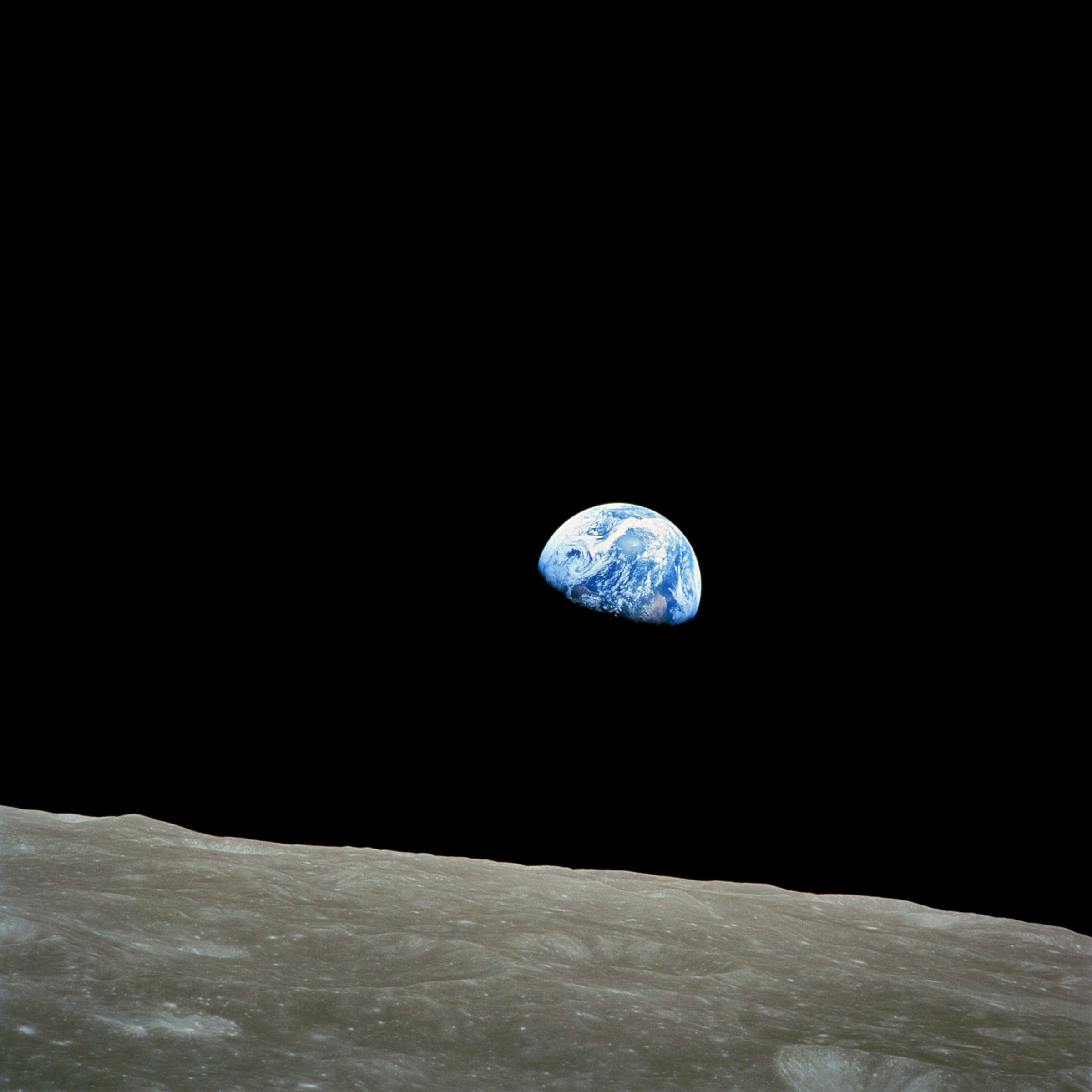
Earthrise gemaakt op 24 december 1968

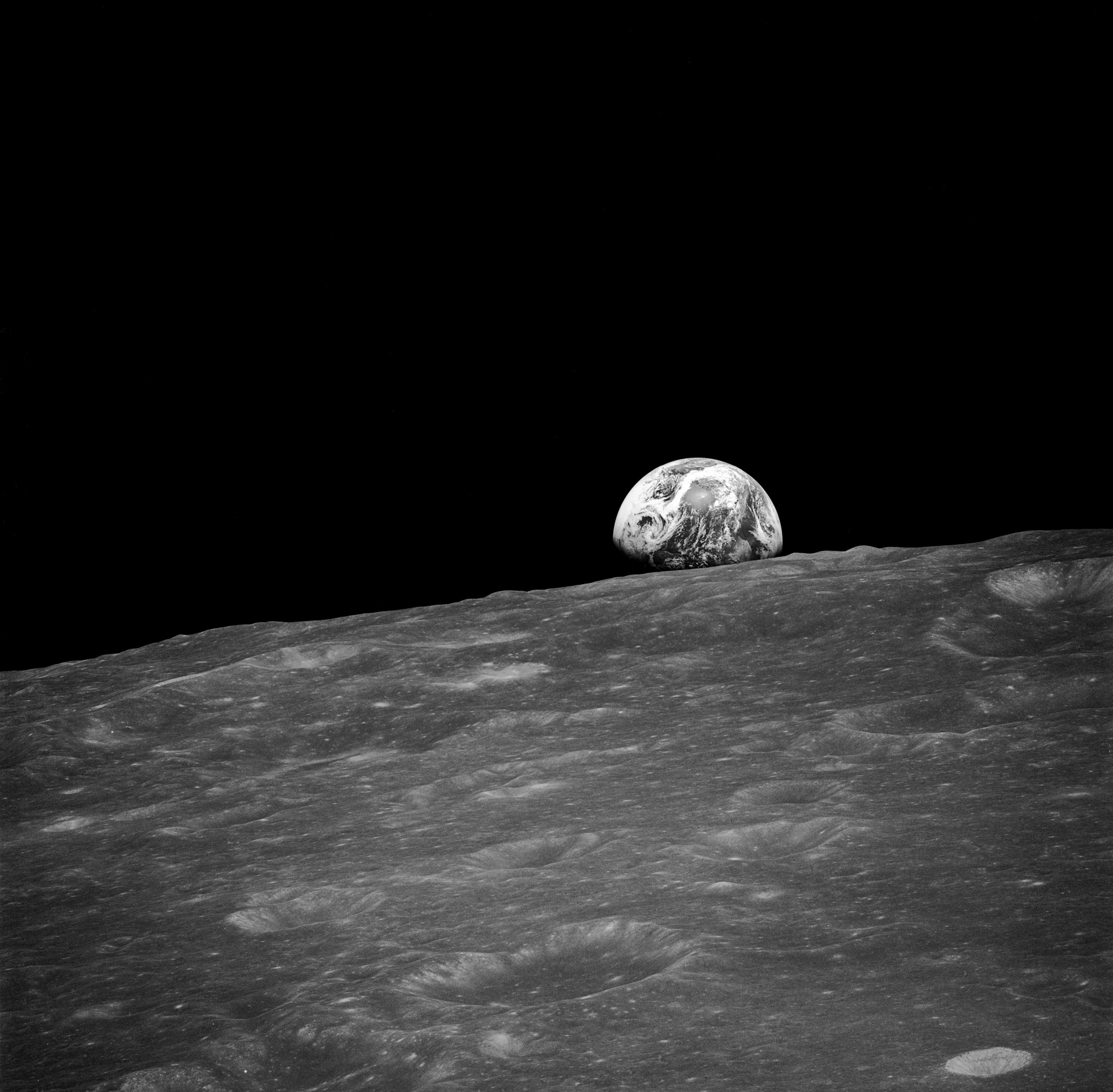
De zwart-witfoto gemaakt door Frank Borman

Earthrise (aardopkomst) is een foto van de Aarde, gemaakt in 1968 door astronaut William Anders tijdens de Apollo 8-missie. De officiële naam van de foto is afbeelding AS8-14-2383.

## Details
Voordat Anders de foto maakte met een 70 mm kleurenfilm, maakte Frank Borman al een paar foto’s van de aarde met een zwart-witcamera. Op zijn foto raakt de dag-nachtgrens van de aarde de horizon van de maan.
De foto werd gemaakt toen de Apollo 8 in een baan om de maan vloog. Er is een audio-opname van het moment dat de foto werd gemaakt beschikbaar. Hierop is te horen dat Anders eerst de foto niet wilde maken omdat het niet op de planning stond, maar van gedachten veranderde toen hij hoorde dat ze een kleurenfilm bij zich hadden.
Eigenlijk werd de foto verticaal genomen met de maan rechts en de aarde links.
Omdat men een 'opkomst' het liefst horizontaal ziet, werd de foto al snel gedraaid naar de huidige versie. De polen zijn op de foto aan de zijkanten.

## Geometrie van de Earthrise
De aardopkomst die te zien is van het oppervlak van de maan is totaal anders dan bijvoorbeeld de zonsopkomst op aarde. Dit omdat de maan dankzij haar synchrone rotatie altijd met de voorkant naar de aarde is gericht. Interpretatie van deze informatie leidt tot de conclusie dat de aarde altijd op een vaste plek te zien moet zijn vanaf de maan, en er dus in feite helemaal geen sprake is van een opkomst. De maan libreert echter lichtjes, waardoor de aarde een lissajousfiguur in de lucht tekent. Hierdoor is de aardopkomst zichtbaar vlak bij de grens van het gebied op de maan van waar men de aarde kan zien (ongeveer 20% van het oppervlak). Een volledige libratiecyclus duurt 27 dagen, waardoor een aardopkomst erg langzaam verloopt.

## Postzegel
In 1969 bracht de United States Postal Service een postzegel uit ter viering van de geslaagde missie van de Apollo 8. Op de postzegel is de foto van de Earthrise te zien, samen met de woorden "In the beginning God...", verwijzend naar een goed bekeken Amerikaanse live-uitzending op tv op 24 december 1968 waarin de drie bemanningsleden van de Apollo 8-missie om beurten een stuk uit het Bijbelboek Genesis voorlazen.

## Trivia

### DODGE - Department of Defence Gravity Experiment
Een jaar voor William Anders de eerste kleurenfoto's van de volledige aardebol nam, slaagde de Amerikaanse kunstmaan DODGE (Department of Defence Gravity Experiment) er in om kleurenfoto's van de gehele aardebol te nemen door middel van samengestelde zwart-wit opnames die omgezet werden naar de drie hoofdkleuren rood, groen, en ultramarijnblauw (Red-Green-Blue, R-G-B). Een bolvormige kleurcontrolegids waar de drie hoofdkleuren op afgebeeld waren, werd telkens mee gefotografeerd om aldus steeds de juiste kleurbalans te bekomen. Deze kleurenbol zat vast op een stang aan de kunstmaan. 